# Darwazi
 Ovo je glavno značenje pojma Darwazi. Za druga značenja pogledajte Darwazi (razdvojba).
Darwazi je maleni iranski narod u Afganistanu, nastanjen u i oko grada Darwazi na obalama rijeke Amu-Darje. Nije poznato da li je grad dobio ime po njima, ili oni po gradu, a njihov jezik, također zvan darwazi, član je indoiranske jezične skupine. Darwazi čine tek neznatan postotak populacije Afganistana.
Darwazi još dijelom prakticiraju nomadski način života, krećući se sezonski sa svojim stadima. 
Slično drugim susjednim skupinama, podijeljeni su na dvije klase, nižu koju čine obrtnici, i višu, zemljovlasničku. Glavni obrti koje susrećemo u društvu Darwazija su drvodjelstvo, tkalaštvo, kovačija, lončarstvo i košaraštvo. Bazaari su važna trgovačka središta za agrikulturne i obrtničke proizvode.
Temeljna jedinica Darwazi-društva je selo okruženo poljima i pašnjacima. Zemlja je u vlasništvu muške glave obitelji, a prava ispaše nasljeđuju njegovi sinovi.
Kuće se podižu na obroncima brda, ali u blizini potoka kako bi seljanima bila dostupna pitka voda. Veličina kuće ovisi o bogatstvu i mogućnostima obitelji, a posao je tradicionalno podijeljen na muški i ženski.
Islam je u Afganistan uvezen u 7 stoljeću invazijom Arapa, a Darwazi ga poprimaju u 9. stoljeću. Danas su oni 100%-tni sunitski muslimani, a kršćana među njima nema.

## Vanjske poveznice
- Darwazi, Badakhshani of Afghanistan